# مارسین هلد
مارسین هلد (انگلیسی: Marcin Held؛ زادهٔ ۱۹۹۲) ورزشکار هنرهای رزمی ترکیبی اهل لهستان است. وی از سال ۲۰۰۸ میلادی تاکنون مشغول فعالیت بوده‌است.